# Chris Pizzotti
Chris Pizzotti (né le 29 mai 1986 à Reading) est un joueur américain de football américain évoluant au poste de quarterback.

## Enfance
Chris fait ses études à la Reading Memorial High School, école de sa ville natale.

## Carrière

### Université
Pizzotti joue avec l'équipe de l'université Harvard les Crimson. Il est sélectionné en 2007 et 2008 dans la first-team de la conférence dans laquelle joue Harvard.

### Professionnel
Chris s'inscrit pour le draft de la NFL de 2009 mais il n'est choisi par aucune équipe. Néanmoins, il signe avec les Jets de New York comme agent libre le 1er mai 2009 mais son contrat se termine le 15 août 2009. Il re-signe sept jours plus tard mais n'est pas gardé dans l'équipe des Jets et libéré neuf jours plus tard.
Le 9 décembre, il signe avec les Packers de Green Bay et intègre l'équipe d'entraînement après le transfert de Mike Reilly qui signe pour les Rams de Saint-Louis. Le 11 janvier, il signe avec l'équipe réserve mais il ne sera à aucun moment ajouter dans l'effectif NFL des Packers et est remercié après la signature de Graham Harrell le 20 mai 2010.